# Municipio de Sadsbury (condado de Crawford)
El municipio de Sadsbury (en inglés: Sadsbury Township) es un municipio ubicado en el condado de Crawford en el estado estadounidense de Pensilvania. En el año 2000 tenía una población de 2.941 habitantes y una densidad poblacional de 48 personas por km².

## Geografía
El municipio de Sadsbury se encuentra ubicado en las coordenadas 41°36′00″N 80°19′59″O / 41.60000, -80.33306.

## Demografía
Según la Oficina del Censo en 2000 los ingresos medios por hogar en la localidad eran de $38,207 y los ingresos medios por familia eran de $42,708. Los hombres tenían unos ingresos medios de $36,792 frente a los $21,631 para las mujeres. La renta per cápita de la localidad era de $20,615. Alrededor del 6,3% de la población estaba por debajo del umbral de pobreza.